# ایدئوتیپ
در سیستماتیک، یک ایدئوتیپ (Ideotype) نمونه ای است که توسط نویسنده آن تاکسون به عنوان متعلق به آن تاکسون خاص شناسایی شده است، اما از جایی غیر از محل آن تیپ جمع آوری شده است. مفهوم ایدئوتیپ در اصلاح نباتات توسط دونالد در سال 1968 برای توصیف ظاهر ایده آل گونه های گیاهی معرفی شد که در لغت به معنای "شکلی که بیانگر یک ایده است" می باشد. به گفته دونالد، یک ایدئوتیپ یک مدل بیولوژیکی است که انتظار می رود در یک محیط تعریف شده به شیوه ای خاص عمل کند یا رفتار کند: "ایدئوتیپ زراعی یک مدل گیاهی است که انتظار می رود زمانی که به عنوان یک رقم توسعه یابد، مقداربیشتر یا کیفیت بهتری از دانه، روغن یا محصولات مفید دیگر را تولید کند." دونالد و هامبلین (1976) مفاهیم انزوا (isolation)، رقابت (competition) و ایدئوتیپ های زراعی را ارائه کردند. ایدئوتیپ بازار، ایدئوتیپ اقلیمی، ایدئوتیپ خاکی، ایدئوتیپ استرس و ایدئوتیپ بیماری/آفت از دیگر مفاهیم آنها هستند.
این اصطلاح همچنین در علوم شناختی و روان‌شناسی شناختی استفاده می‌شود، جایی که رونالدو ویگو (2011، 2013، 2014) آن را برای اشاره به نوعی مفهوم فرانمایشی معرفی کرد که یک اثر حافظه مرکب است که از اطلاعات ساختاری شناسایی شده توسط انسان در محرک‌های طبقه‌بندی شده است.